# Nicolas Touzaint
Nicolas Touzaint (Angers, 10 de maio de 1980) é um ginete de elite francês. campeão olímpico do CCE por equipes. 

## Carreira
Nicolas Touzaint representou seu país nos Jogos Olímpicos de 2000, 2004 e 2012, na qual conquistou no CCE por equipes a medalha de ouro, em 2004. 